# Joseph-Édouard Cauchon

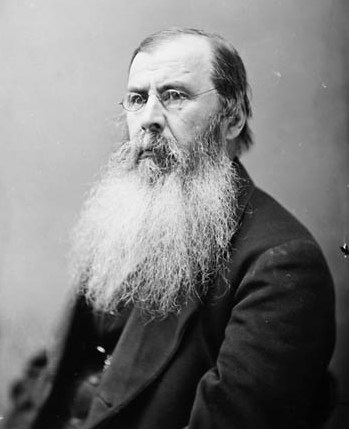
Joseph-Édouard Cauchon

Joseph-Édouard Cauchon, PC (* 31. Dezember 1816 in Québec; † 23. Februar 1885 im Tal des Qu’Appelle River, Nordwest-Territorien) war ein liberaler kanadischer Politiker und Journalist. Er saß im Parlament der Provinz Kanada, war Bürgermeister der Stadt Québec und Abgeordneter in der Nationalversammlung von Québec. Auf Bundesebene war er 1867 sowie von 1872 bis 1877 Abgeordneter des Unterhauses, dazwischen Senator. Kurze Zeit gehörte er dem Kabinett von Alexander Mackenzie an. Schließlich war er von 1877 bis 1882 Vizegouverneur der Provinz Manitoba.

## Biografie
Cauchon entstammte einer der ältesten frankokanadischen Familien. Seine Schulbildung erhielt er am renommierten Petit Séminaire de Québec. Obwohl er 1843 die Zulassung als Rechtsanwalt erhalten hatte, übte er diesen Beruf nie aus und schlug stattdessen eine journalistische Karriere ein. Zunächst arbeitete Cauchon für die Zeitung Le Canadien, bevor er im Dezember 1842 Le Journal de Québec gründete, die für liberale Reformen eintrat. Bis 1862 war er Besitzer der Zeitung, bis 1875 blieb er Redakteur.
1844 begann Cauchons politische Karriere mit der Wahl ins Unterhaus der Provinz Kanada. Sein 1855 eingebrachter Gesetzesvorschlag, das Oberhaus von einer ernannten in eine gewählte Parlamentskammer umzuwandeln, wurde vom Parlament angenommen und erlangte im darauf folgenden Jahr Rechtskraft. In der von Allan MacNab und Étienne-Paschal Taché angeführten Regierung leitete er ab Januar 1855 die Kommission für die Erschließung der weitläufigen Kronländereien. Er trat im April 1857 zurück, nachdem die Regierung es abgelehnt hatte, den Bau einer Eisenbahnlinie entlang dem Nordufer des Sankt-Lorenz-Stroms zu finanzieren.
Von Juni 1861 bis Mai 1862 gehörte Cauchon als Minister für staatliche Bauvorhaben wiederum der Regierung der Provinz Kanada an, diesmal unter George-Étienne Cartier und John Macdonald. Von Januar 1866 bis Januar 1868 amtierte er zusätzlich als Bürgermeister der Stadt Québec. Sein Parlamentsmandat endete im Juni 1867 mit der Auflösung der Provinz Kanada und der Gründung des kanadischen Bundesstaates. Im September desselben Jahres wurde Cauchon als Kandidat der Konservativen sowohl in das kanadische Unterhaus als auch in die Nationalversammlung von Québec gewählt. Von Vizegouverneur Narcisse-Fortunat Belleau erhielt er den Auftrag, die Provinzregierung zu bilden. Dieses Vorhaben scheiterte an der englischsprachigen Minderheit, da er die Bildung eines getrennten protestantischen Bildungssystems ablehnte. Den Auftrag zur Regierungsbildung erhielt daraufhin Pierre-Joseph-Olivier Chauveau zugesprochen.
Premierminister John Macdonald ernannte Cauchon im November 1867 zum Senator und zu dessen erstem Speaker. Diese Ernennungen stießen bei Konservativen und Liberalen gleichermaßen auf Kritik, weshalb er es vorzog, als „unabhängiger Konservativer“ an den Sitzungen teilzunehmen. Trotz seiner Unbeliebtheit blieb er bis Juni 1872 Speaker, mit Ausnahme zweier kurzer Unterbrechungen von zusammen elf Tagen Länge. Er gab seinen Senatssitz auf, um an der Unterhauswahl 1872 teilzunehmen, und siegte im Wahlbezirk Québec-Centre.
1873 wollte Cauchon zum Vizegouverneur von Québec ernannt werden, was die Bundesregierung aufgrund seiner vielen politischen Feinde jedoch ablehnte. Ebenfalls keinen Erfolg hatte er mit seinem Ansinnen, Vorsitzender der Konservativen Partei in Québec zu werden. Diese Zurückweisungen führten dazu, dass er im Januar 1874 der Liberalen Partei beitrat. Einen Monat später gab er sein Mandat in der Nationalversammlung auf, da Doppelmandate auf Bundes- und Provinzebene nicht mehr erlaubt waren. Der neue liberale Premierminister Alexander Mackenzie nahm Cauchon im Dezember 1875 als Präsident des Kronrates in die Bundesregierung auf. Ab Juni 1877 war er Minister für Inlandsteuern.
Cauchon sorgte auch in seiner neuen Partei für interne Spannungen. Wilfrid Laurier, der zum führenden Liberalen Québecs aufgestiegen war, konnte im Oktober 1877 dessen Absetzung als Minister durchsetzen. Als Kompensation wurde er zum Vizegouverneur von Manitoba ernannt, die Vereidigung erfolgte am 8. Oktober durch Generalgouverneur Lord Dufferin. Während seine Vorgänger ab und zu in die Regierungsgeschäfte der Provinz eingegriffen hatte, begnügte sich Cauchon mit einer repräsentativen Rolle. Seine Amtszeit als Vizegouverneur endete am 29. September 1882. Durch Spekulation in Eisenbahnunternehmen war er wohlhabend geworden, doch ein Kurssturz an den Börsen zwang ihn 1884 zum Verkauf seiner Villa in Winnipeg. Er zog daraufhin ins Tal des Qu’Appelle River im heutigen Saskatchewan, wo er sein letztes Lebensjahr in bescheideneren Verhältnissen verbrachte.